# Конюшки (зупинний пункт)
Конюшки́ — пасажирський залізничний зупинний пункт Львівської дирекції Львівської залізниці.
Розташований неподалік від села Чернихів, Самбірський район Львівської області на лінії Оброшин — Самбір між станціями Калинів (7 км) та Рудки (12 км).
Станом на травень 2019 року щодня п'ять пар електропотягів прямують за напрямком Львів — Сянки.